# Margaret Sarah Carpenter

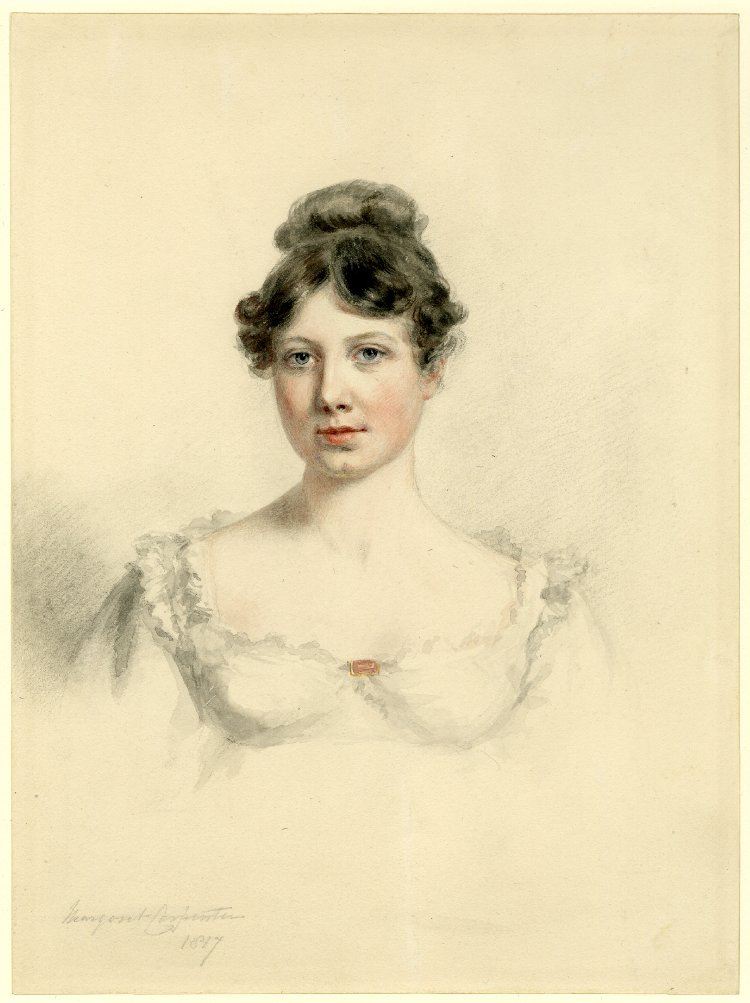
Margaret Carpenter, Zelfportret, 1817

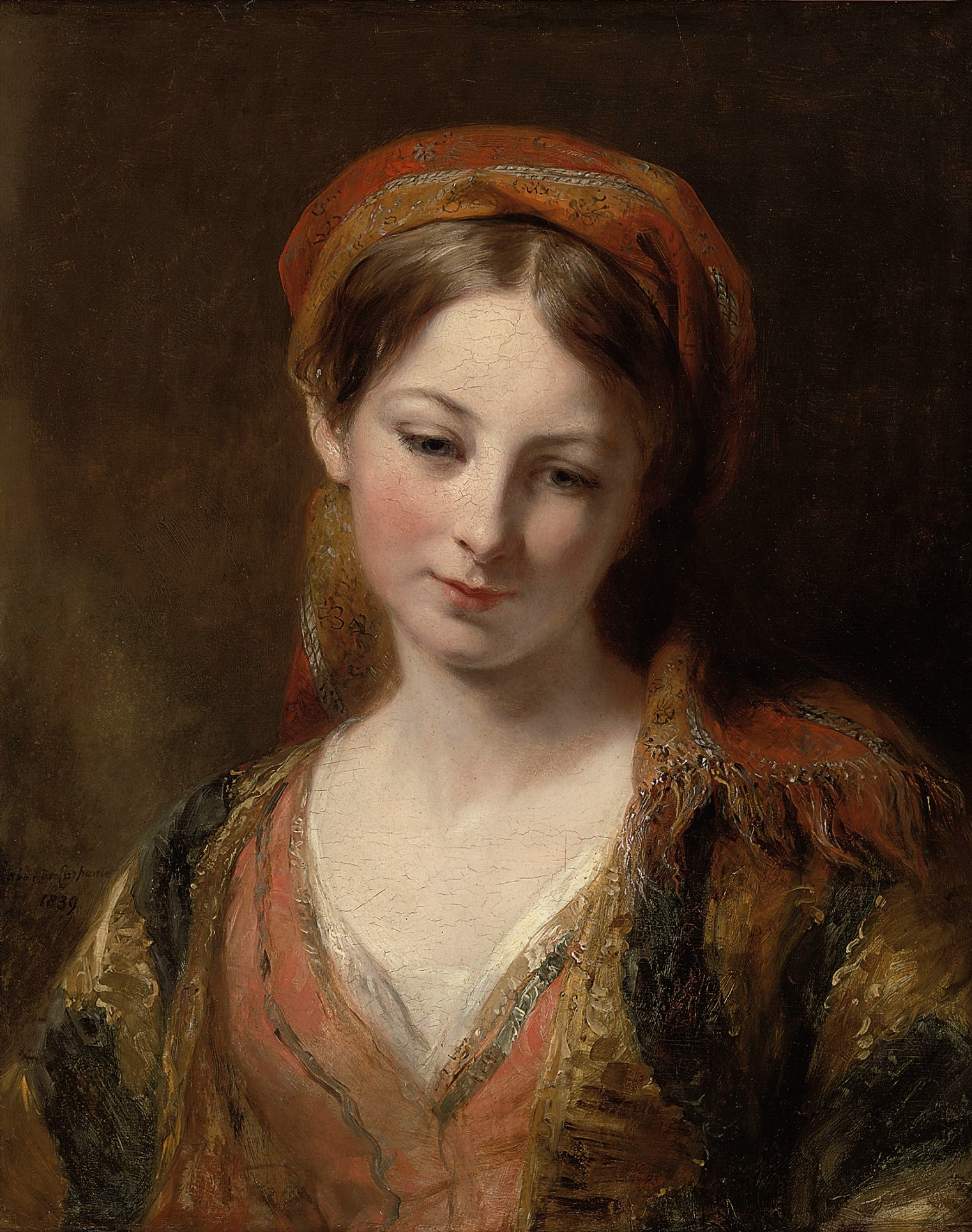
Een jong meisje door Margaret Sarah Carpenter (1839)

Margaret Sarah Carpenter (Salisbury, 1793 – Londen, 1872) was een Brits schilder. Ze was erg bekend in haar tijd en schilderde vooral portretten. Haar werk werd vaak tentoongesteld in de Royal Academy of Arts. Drie van haar portretten zijn opgenomen in de National Portrait Gallery. 
Een van haar bekende klanten was Ada Lovelace.
Ze was getrouwd met William Hookham Carpenter en hun kinderen werden op hun beurt ook bekende schilders. Na het overlijden van haar echtgenoot ontving ze een pensioen van  koningin Victoria. Deze was deels gebaseerd op zijn werk, maar ook in erkenning van haar eigen artistieke verdiensten. Haar zus was de moeder van de bekende Engelse schrijver Wilkie Collins.